# Ermitage rupestre de San Miguel
L'ermitage rupestre de San Miguel (en espagnol : Eremitorio rupestre de San Miguel), connu également sous le nom d'ermitage [rupestre] de Presillas de Bricia (en espagnol : Eremitorio [rupestre] de Presillas de Bricia), est une église rupestre d'origine wisigothique située dans le hameau de Presillas près de Alfoz de Bricia, dans la province de Burgos, en Castille-et-León.

## Description
Creusée dans le roc entre le VIIIe et le Xe siècle, l'église, orientée Est-Ouest, est composée de deux étages : l'étage inférieur comporte notamment un autel de pierre et des niches où se trouvaient des reliques ; l'étage supérieur est accessible par un escalier taillé dans la roche.
Dans une grotte connue sous le nom de « La Cueva de la Vieja », creusée dans le même roc, se trouve un baptistère composé de deux piscines baptismales creusées à même le sol.